# Wehrersatzpflicht
Als Wehrersatzpflicht bezeichnet man die Pflicht, statt eines Wehrdienstes einen Wehrersatzdienst abzuleisten. Die Wehrersatzpflicht tritt nach erfolgreicher Antragstellung auf Kriegsdienstverweigerung anstelle der Wehrpflicht. 
In Österreich gibt es seit 1975 den Zivildienst, seit 1992 den Auslandsdienst und seit 2016 das Freiwillige Soziale Jahr (FSJ) als Ersatzdienstmöglichkeiten. 